# هيلاري ويستون
هيلاري ويستون (بالإنجليزية: Hilary Weston) (و. 1942  م) هي سياسية كندية، ولدت في دبلن. تولت منصب نائب حاكم أونتاريو ‏ 24 يناير 1997–7 مارس 2002. 

## جوائز
حصلت على جوائز منها:
نيشان كندا من رتبة عضو